# Route 175 (Québec)
Pour les articles homonymes, voir Route 175.
La route 175 (R-175) est une route nationale québécoise d'orientation nord / sud située de part et d'autre du fleuve Saint-Laurent. Elle dessert les régions administratives de Chaudière-Appalaches, de la Capitale-Nationale et du Saguenay–Lac-Saint-Jean. Elle possède le statut de route principale du Canada et est le principal lien routier entre le Saguenay–Lac-Saint-Jean et le reste de la province.

## Parcours
La route débute sur la rive sud du Saint-Laurent, où elle longe la rivière Chaudière jusqu'au fleuve. Elle le traverse via le pont de Québec avant de bifurquer vers l'est et de devenir successivement le boulevard Laurier et la Grande Allée dans le centre-ville de Québec. À la hauteur de l'Assemblée nationale, elle reprend une orientation nord-sud et prend les noms d'avenue Honoré-Mercier, de Côte d'Abraham et de rue de la Couronne (direction nord) ou rue Dorchester (direction Sud). Ensuite, elle devient l'autoroute Laurentienne et forme en premier lieu un multiplex avec l'A-973 et enfin avec l'A-73. Sa section autoroute se termine environ 25 kilomètres plus au nord, à Stoneham-et-Tewkesbury, en même temps que l'A-73. À partir de là, elle commence la longue traversée du massif du lac Jacques-Cartier sous le nom du boulevard Talbot. Dans cette section, la route 175 est une route montagneuse et sinueuse. Elle se termine à Saguenay dans le secteur Chicoutimi-Nord de l'arrondissement de Chicoutimi, à la jonction avec la route 172 sur le pont Dubuc.

## Histoire
La route tire ses origines des premiers chemins de terre de la fin du XIXe siècle. Elle fut asphaltée dans les années 1940, inaugurée officiellement en 1951 et prit le nom de « route 175 » en 1975.

### Avant la route
Jusqu’à la création officielle du parc national des Laurentides, aucune réglementation n’avait force de loi pour le contrôle et la préservation du territoire entre Québec et le Saguenay–Lac-Saint-Jean. La chasse se pratiquait à grande échelle autant chez les nord-américains que chez les autochtones et l’orignal était une prise recherchée.
Le parc fut créé en 1895 par le futur premier ministre conservateur Edmund James Flynn. Dès 1927, la chasse aux orignaux sera interdite et passe sous le contrôle de l’État. Des quotas et des amendes s’appliquent sur l’ensemble du territoire. Après une chasse abusive, le gouvernement du Québec prend en main en 1928, la surveillance complète du parc tant du point de vue de la forêt que de la préservation de la faune.
Plusieurs gouvernements ont successivement manifesté l’intention de tracer une route praticable. Le premier projet de construction d’une route date de 1863. Le gouvernement de l’époque mandate une équipe d’arpenteurs afin de trouver le meilleur tracé pour la future route. Le groupe se compose de Joseph-Xavier Perreault, John Nelson (père) et Achille-Alfred Hamel. L’expédition dure moins d’un mois et fait peu de bruit, malgré une publication relatant ce voyage.
En 1865, le curé de Beauport, Grégoire Tremblay, propose la construction d’une route entre Québec et Chicoutimi. Le gouvernement considère cette demande et accorde une aide financière de 5 000 $. Après quelques années, le chemin de terre relie Saint-Jérôme (Métabetchouan–Lac-à-la-Croix) à Québec et s’étend sur une distance de 227 kilomètres.
En 1873, Mgr Dominique Racine envoie une délégation à Québec demandant que la route se rende jusqu’à Chicoutimi. Le gouvernement réaménage le chemin et construit une section du trajet menant jusqu’à Chicoutimi. Le parcours est achevé en 1882 et servira de tracé pour la future route 54.

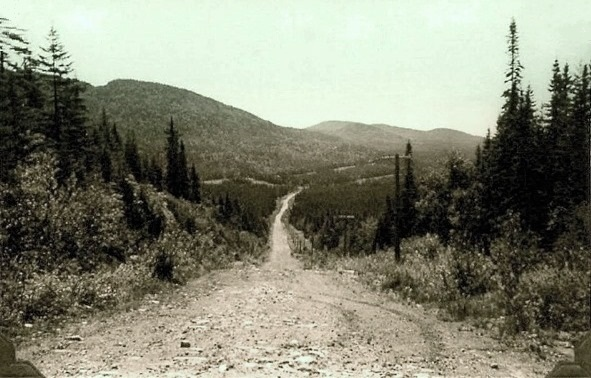
Route du Parc en 1920

En 1926, à l'occasion de la construction d'une ligne de transmission électrique entre l'Isle-Maligne et Limoilou, on refait, par l'embranchement d'Hébertville, l'ancien chemin de Québec, surnommé « chemin des Poteaux », que suivait à peu près cette ligne électrique. La Shawinigan Water & Power construisait une ligne électrique depuis St-Joseph d'Alma jusqu'à Beaupré, afin d'ériger une longue série de pylônes supportant de nombreux fils transportant, dans les grands centres, l'énergie développée dans les usines hydroélectriques de l'Isle-Maligne. Au même moment, surgit le projet d'un lien entre ce chemin et Chicoutimi en passant par Laterrière et la rivière Upika, où la compagnie Price avait un chemin de service.
En 1927, la Chambre de commerce de Roberval, organise une expédition en automobile pour traverser le Parc. Trente hommes et sept automobiles partent de l’Hôtel Lemay à Hébertville-Station, le 5 septembre à minuit. L’équipe arrive à Québec, le lendemain 6 septembre à une heure du matin. Le voyage dura 25 heures.
En 1934, le ministère de la voirie modifie la numérotation de la route Saint-Siméon / Grande-Baie / Chicoutimi / Saint-Bruno (actuelle route 170) comme étant la route 16. Pour sa part, la route Québec / Lac-St-Jean via le Parc des Laurentides (actuelle route 175) sera désormais numérotée comme la route 54. Ce tronçon était numéroté auparavant comme étant la route 15. La route faisant le tour du Lac-St-Jean aura le numéro 55 (actuelle route 169) et le numéro 56 sera attribué à la route Baie-Saint-Paul / Saint-Urbain / Grande-Baie (actuelle route 381).
Au cours de l’hiver de 1933-1934, 800 hommes ont travaillé pour le ministère de la voirie du Québec afin d’améliorer la route Québec / Chicoutimi / tour du Lac-St-Jean. Ces travaux consistaient à construire des ponts et ponceaux, le concassage de pierre pour le revêtement de la route ainsi que le nivelage de certaines parties de la chaussée dans la partie nord du lac Jacques-Cartier.
Le ministère des Mines et des Pêches du Québec publiait en 1938 un dépliant touristique présentant le parc comme « The Fisherman's Paradise » et y mentionnait que le gouvernement souhaitait réaliser depuis plusieurs années l’ouverture de routes et de portages.

### Route 54

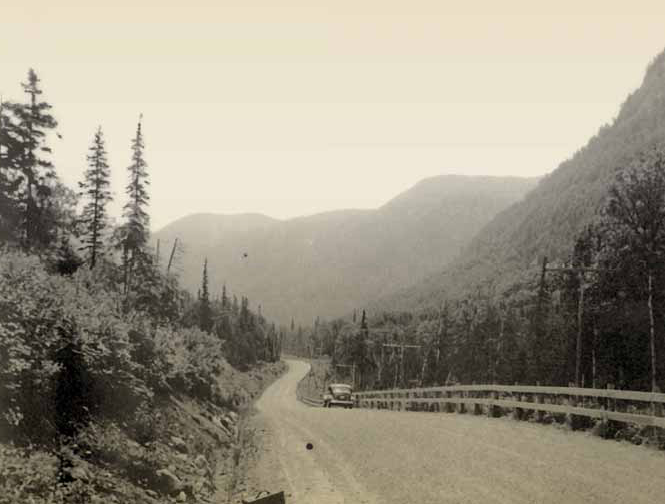
La route 54 traversant le parc des Laurentides

Depuis le milieu du XIXe siècle, il existait un autre chemin entre Charlevoix et Chicoutimi (la route du Petit Parc). Durant les années 1920, le gouvernement priorise l’amélioration de cet axe routier où le trajet pour aller à Québec pouvait prendre jusqu’à huit heures.
Le projet de la route 54 est né au cours des années 1930 même si à l'époque, les priorités des élus n’étaient pas orientées vers la construction de chemins publics. Les rapports annuels de la voirie provinciale entre 1941 et 1943 se résument à des réfections et repavage de section de routes existantes. Mais en 1944, il y a début de l’arpentage et en 1945, le ministère de la voirie entreprend, à environ 116 km Québec, la construction d’une nouvelle route à partir du lac Jacques-Cartier jusqu’à Laterrière. La route aura une longueur de 81 km. Les travaux seront poursuivis tôt au printemps et il était prévu que la route pourrait être ouverte à la circulation à la fin de 1947.
Les travaux de construction étaient supervisés par l’ingénieur en chef du ministère de la voirie Monsieur Ernest Gohier. En octobre 1945, les contrats de construction étaient accordés à la compagnie Champlain Highway Paving, pour la portion nord sur une distance de 54 milles et à la compagnie Cartier McNamara pour la section sud sur une distance de 45 milles. Ces contrats étaient les plus importants jamais accordés par le ministère de la voirie pour une somme totale de 2 500 000 $CAN. Des sous-contractants provenaient de la région.
Parallèlement, on avait renoncé aux travaux d’hiver en raison des coûts exorbitants. Se basant sur des méthodes employées pour la construction de la route de l'Alaska, chantier réalisé pendant la Seconde Guerre mondiale permettant de relier Dawson Creek et Fairbanks sur 2 400 km sur un terrain difficile et montagneux, les ingénieurs ont employé des techniques similaires. Des camps à environ tous les 16 km logeaient les travailleurs. Au plus fort des travaux, plus de 600 hommes étaient au travail embauchés par les entrepreneurs, incluant une soixantaine du ministère de la Voirie.
Entre 1945 et 1946, la machinerie lourde, venant de surplus de véhicules militaires, fait son apparition. Plus de 200 ponts et ponceaux ont été construits exigeant 120 000 verges cubes de béton, 150 000 sacs de ciment et 1 080 000 livres d’acier. Une usine de concassage fut d’abord installée à la côte de Clairval pour ensuite être transportée près du camp numéro 3 et finalement à l’intersection des Portes de l'Enfer où débouchait la route en direction du Lac-St-Jean. On trouvait une usine d’asphalte au même endroit et jusqu’en 1950. Les entrepôts, les ateliers et les forges se trouvaient pour leur part à Laterrière. Le tout fut réalisé par des professionnels et de techniciens québécois. Plusieurs années après son achèvement, des groupes d’ingénieurs européens, américains et asiatiques vinrent étudier le projet.
Le pavage de la route est complété le 22 juillet 1948. À partir de 1950, la route est divisée en trois sections : la route 54 (Québec / Stoneham /Lac-Jacques-Cartier), la route 54-A (Lac Jacques-Cartier / Héberville), et la route 54-B (Lac Jacques-Cartier / Laterrière / Chicoutimi). La section Laterrière / Chicoutimi avait été complétée en 1949.
La route du Parc fut inaugurée le 30 septembre 1951 en présence du Premier ministre Maurice Duplessis et du ministre de la voirie Antonio Talbot. Encore de nos jours, on peut voir des enseignes annonçant le boulevard Talbot.
La section Hébertville / Lac Jacques-Cartier est entièrement reconstruite de 1955 à 1958. La section Stoneham / Notre-Dame-des-Laurentides est remplacée par une nouvelle route, asphaltée en 1959. Finalement, en 1960-1961, le boulevard des Laurentides (devenant plus tard l'A-73) facilite l'entrée à Québec. En 1975 la route 54 devient la route 175.

### Les barrières
Comme le Parc des Laurentides était un territoire à accès limité, trois barrières étaient dressées à ses entrées à Laterrière, Hébertville et Stoneham. Les véhicules devaient arrêter obligatoirement à ces postes de contrôle. Deux gardiens du ministère de la Faune inscrivaient les renseignements suivants :
- Date et heure : le voyage devait s’effectuer en une heure trente minutes minimum ;
- Le genre de véhicule ;
- Le numéro de la plaque d'immatriculation ;
- Le nombre de passagers et la destination.

Les statistiques à la barrière de Laterrière montraient une circulation quotidienne de 1 377 véhicules en 1962, 1 866 en 1967, 2 450 en 1972 et 3 184 en 1977. C'est en 1978 que les barrières aux entrées d'Hébertville, de Laterrière et de Stoneham ne seront plus utilisées.

### Le mouvement Accès-Bleuets
Dès le XIXe siècle, des abris distants de 12 à 20 kilomètres les uns des autres, jalonnent le parcours. Dès 1869, un premier relais est établi à 95 kilomètres au nord de Québec, sur l’emplacement actuel du site de L'Étape. On y retrouve une cabane en bois et un four à pain. En 1942, s'ajoute un poste de protection des forêts. Au début des années 1950, le gouvernement provincial fait construire un complexe hôtelier qui sera démoli en 1973 afin de faire place à de nouveaux bâtiments. Le 5 septembre 2003, le bâtiment principal de L'Étape est complètement ravagé par un incendie. Les installations seront reconstruites en 2006.
Le 12 juillet 2019, le gouvernement du Québec annonce des investissements de 4,5 millions de dollars pour le développement de l'hébergement dans la réserve faunique des Laurentides.

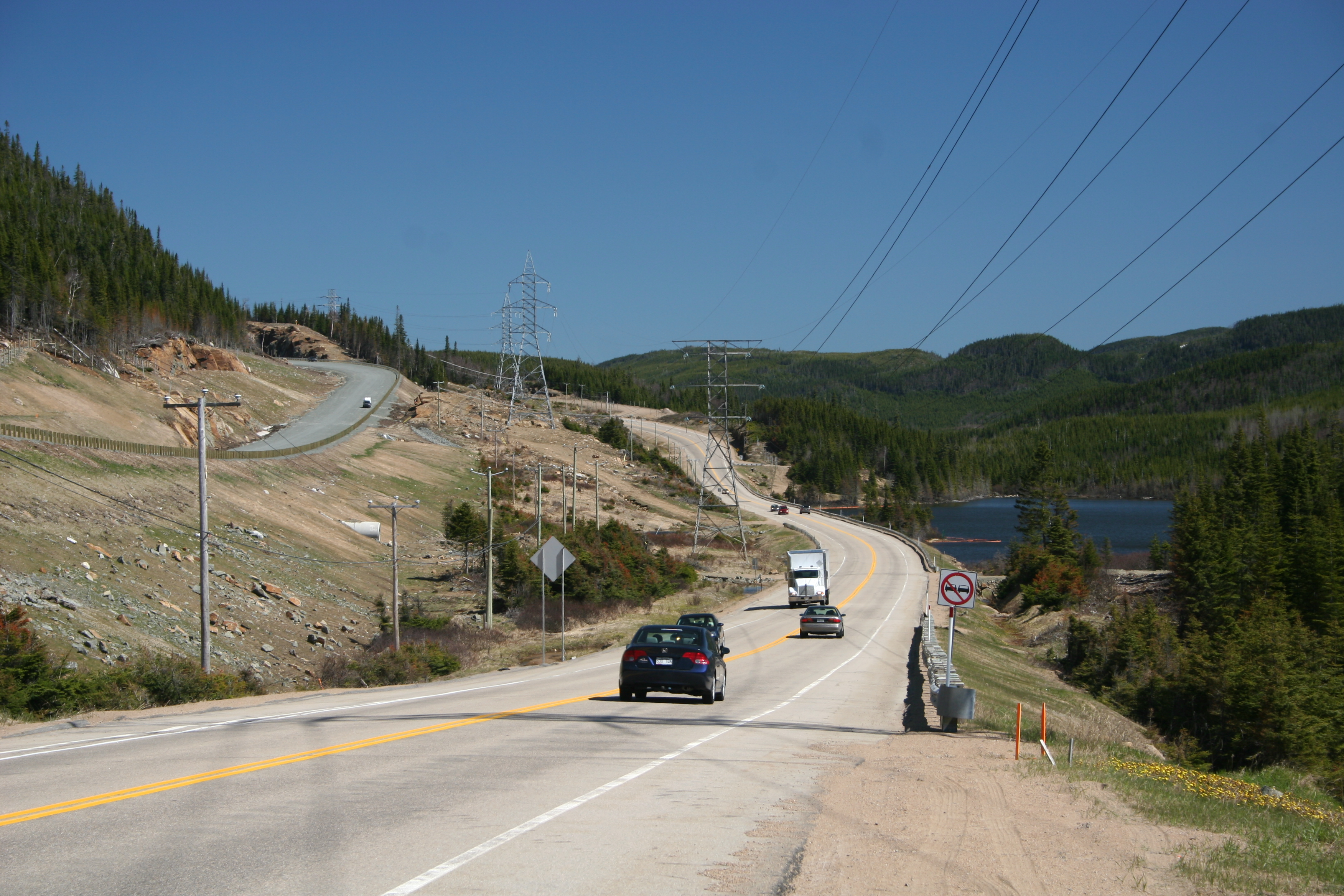
Construction de la route à quatre voies divisées dans le secteur du lac des Roches (mai 2010).

La route se situe dans un environnement montagneux au climat difficile et est souvent traversée par les animaux. Les accidents y sont fréquents. En février 1989, à la suite d’une série d’accidents meurtriers dans la Réserve Faunique des Laurentides, nait à Jonquière le mouvement Accès-Bleuets dont l’objectif principal était de transformer la route en un lien routier à quatre voies divisées. Il fut fondé par Gilles Paquet, la conseillère municipale de Chicoutimi Marina Larouche et l’animateur de radio Jacques Cayer.
Une pétition de 101 000 noms est déposée à l’Assemblée Nationale afin de sensibiliser le pouvoir politique aux revendications régionales même si les dirigeants régionaux se disaient contre le projet de construction d’une autoroute à quatre voies divisées lors d’un colloque organisé par le Cégep de Chicoutimi. La section régionale du Parti Vert du Québec de Sylvain Simard, plus tard député du Parti québécois à l’Assemblée nationale, déclara qu’il serait suffisant de s’en tenir à des travaux d’amélioration pour la sécurité routière et qu’il était inutile de revendiquer une route à quatre voies divisées car les besoins étaient injustifiés.
Accès-Bleuets continua ses démarches, dont l'installation d'un poste de péage symbolique sur la route 175 en juillet 1991. La même année, le groupe LCL réalisa une étude d’opportunité d’amélioration du lien routier entre la région du Saguenay-Lac-St-Jean et la région de Québec dans le cadre des études sur la politique routière du Canada et les besoins connexes en investissements ainsi que la North American Trade Corridors de la Eastern Border Transportation Coalition (EBTC). Les premiers estimés chiffraient le coût d’un tel projet entre 500 millions $CAN et 1 milliard $CAN.

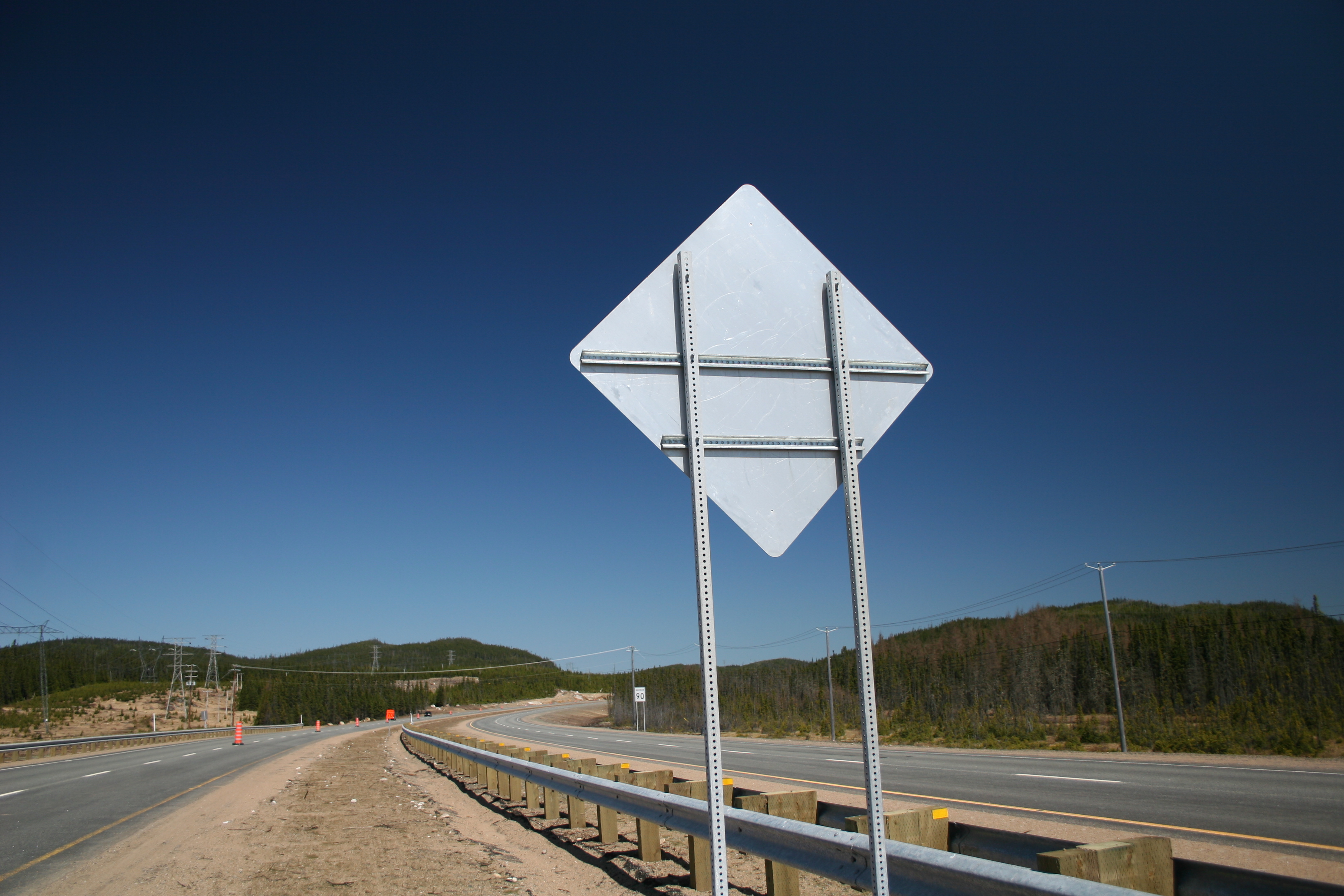
Avancement des travaux dans le secteur du kilomètre 123 (mai 2010).

En 1998, le ministre québécois des Transports Jacques Brassard déclarait que l’amélioration des routes restait le meilleur scénario et que le plan stratégique de 1998-2003 du ministère prévoyait 17 chantiers de construction permettant de corriger des courbes sinueuses afin que la route soit convenable et sécuritaire. Un mois plus tard, le premier ministre de la province Lucien Bouchard, désavouait la position de Jacques Brassard.
De son côté, le député conservateur du comté fédéral de Chicoutimi-le-Fjord André Harvey faisait pression auprès du gouvernement canadien pour faire reconnaître la route 175 comme route faisant partie du Réseau national canadien et de l’inscrire dans les priorités du Programme stratégique d’infrastructure routière (PSIR). Appuyé par une coalition d’une dizaine d’organismes du Saguenay-Lac-St-Jean (Accès-Bleuets, la Fédération touristique régionale, le CRCD, le Regroupement des hôteliers, le maire de Saguenay Jean Tremblay), les démarches d’André Harvey sont couronnées de succès au mois d’août 2002 alors que le Premier ministre du Canada Jean Chrétien et le Premier ministre du Québec Bernard Landry, annonçaient à Saguenay l’élargissement de la route 175 à quatre voies divisées.
Le 7 mai 2004, le Premier ministre du Canada Paul Martin et le Premier ministre du Québec Jean Charest signaient à Saguenay l’accord de financement portant sur l’élargissement à quatre voies divisées de la route 175. Cet accord prévoyait des investissements de l’ordre de 525 millions $CAN pour la première phase du projet. En septembre 2008, une entente cadre est conclue entre Québec et Ottawa afin d’allouer une somme de 112,5 millions $CAN pour la phase 2 du projet.
Entre les mois d’avril à mai 2005, des audiences du Bureau d'audiences publiques sur l'environnement (BAPE) se tiennent sur les projets de réaménagement de la route 175. En octobre et novembre de la même année, deux décrets seront adoptés (décret 923-2005, décret 1050-2005) afin d’autoriser les travaux de l’axe routier de la route 175 selon le calendrier suivant :
- 2002 à 2004 : 9,6 km
- 2006 à 2008 : 48,0 km
- 2007 à 2009 : 33,0 km
- 2008 à 2010 : 36,0 km
- 2009 à 2011 : 31,0 km
- 2011 à 2013 : 3 km[58]

En juillet 2008, les gouvernements du Canada et du Québec annonçaient conjointement l'ouverture de l'exposition thématique portant sur le projet d'axe routier 73 / 175.

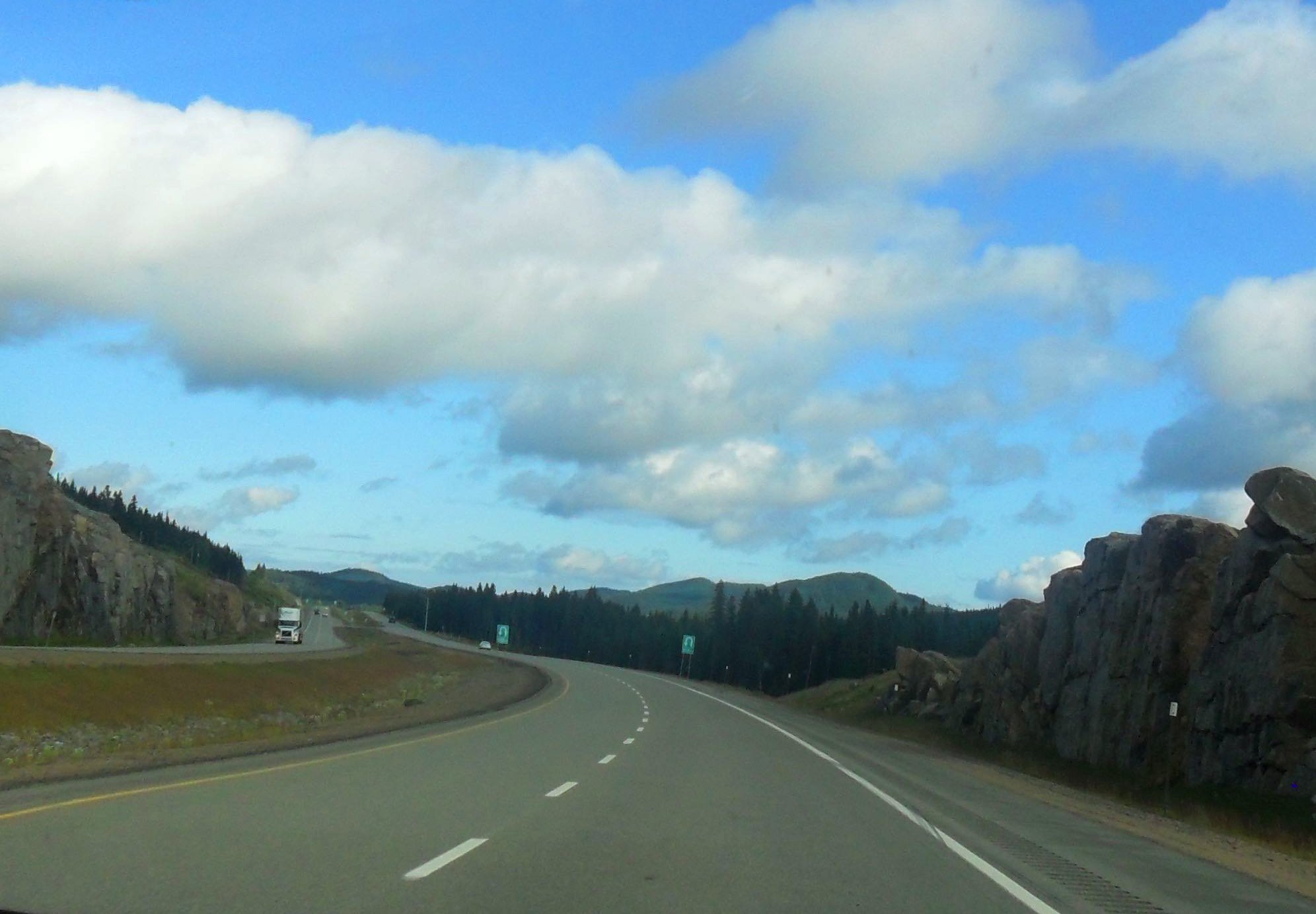
La route 175 en août 2014

Le 13 mai 2011, le ministre des Transports du Québec, Sam Hamad, annonçait que la limite de vitesse de la route 175 passait de 90 km/h à 100 km/h sur 94 % du trajet reliant Saguenay à Québec et ce à compter du 16 mai 2011.
Le 13 août 2012, l'ex-député fédéral André Harvey déclare dans une entrevue accordée au journal Le Quotidien que: le gouvernement de Jean Charest a réalisé la route 175 du premier au dernier coupe de pelle.
Le 10 septembre 2012, le ministère des Transports du Québec ouvrait aux automobilistes l'échangeur à l'intersection des routes 175 et 169 dans la réserve faunique des Laurentides. Plus de 96 % des travaux de construction de l'autoroute à quatre voies divisées sont maintenant terminés.
En octobre 2012, le ministre des Transports du Québec, Sylvain Gaudreault, déclare que: « le projet pourrait être inférieur au 1,1 milliard$ projeté par le ministère en juillet 2009 ».
Le 10 janvier 2013, le maire de Saguenay, Jean Tremblay, propose de renommer la route 175 « Autoroute Marina Larouche » afin de rendre hommage à celle qui a été à l'origine des démarches pour l'obtention d'une route à quatre voies divisées. Le projet du maire Tremblay suscite de nombreuses réactions, en particulier celle de l'épouse d'Antonio Talbot.
En septembre 2013, le gouvernement du Québec annonce que l'inauguration officielle de la 175 aura lieu le 22 septembre suivant. Le 30 septembre 2013, la ville de Saguenay rendait hommage aux acteurs principaux qui ont contribué à la réalisation de l'autoroute 175 Madame Marina Larouche, Monsieur André Harvey ainsi que les bénévoles du mouvement Accès-Bleuets lors d'une cérémonie au conseil de ville.

## Bilan routier
Avant le doublement de la route, la section qui traverse la réserve faunique des Laurentides était l'une des routes les plus dangereuses du Québec. Elle traverse un plateau montagneux qui engendre de fortes variations de températures. Le parcours routier est particulièrement difficile l'hiver en raison de la glace, de la neige et de la poudrerie. L'altitude, les forts vents et le froid rendent la visibilité et le déneigement difficiles.
Comptant alors un nombre important de collisions frontales, elle était l'une des routes où le nombre de collisions avec les orignaux est le plus élevé dans la province. On y comptait ainsi en moyenne 45 collisions avec ces animaux par an, dont 90 % se produisent entre le crépuscule et l'aube. Il est possible d'y rencontrer d'autres animaux sauvages tels des ours et porcs-épics. Ce passage est fermé quelquefois par année pour des raisons météorologiques ou à cause d'accidents,.
Selon le responsable du Bureau de surveillance du territoire de la Sureté du Québec pour le district du Saguenay-Lac-St-Jean, le bilan routier s'est amélioré au fur et à mesure que des tronçons de la nouvelle route ont ouvert. En janvier 2011, la Sureté du Québec déclarait que les travaux d'aménagement de la route à quatre voies divisées dans la réserve faunique des Laurentides ont eu un effet bénéfique sur le bilan routier. En effet, en 2010, il n'y a eu aucun accident mortel sur la route 175 dans la portion du territoire couverte par la Sureté du Québec Saguenay-Lac-St-Jean. D'autre part, la compilation des données de 2002 à 2011 tend à prouver que la circulation sur la route 175 se fait de façon beaucoup plus sécuritaire qu'entre les années 1980 à 1988.
En janvier 2012, le Ministère des Transports du Québec prend la décision de réduire la vitesse de 90 à 70 kilomètres à l'heure à la hauteur de l'Étape en raison du secteur achalandé et de la fréquence d'accidents majeurs. Un tronçon de deux kilomètres près de la halte routière sera touché par cette mesure.
Pour la première fois dans la construction d'une autoroute au Québec, la route 175 possède des dizaines de passages pour petits et grands animaux. Ces derniers ont maintenant leur propre chemin pour traverser l'autoroute en sécurité et ces passages sont très fréquentés.
En août 2016, le ministère des transports du Québec rend public une analyse qui compare le bilan routier des dernières années sur la route 175 avec l’ère pré-chantier, époque où les face-à-face à haute vitesse étaient multiples. Le réaménagement de la route en quatre voies divisées a permis d’améliorer de façon importante la sécurité sur la route 175.

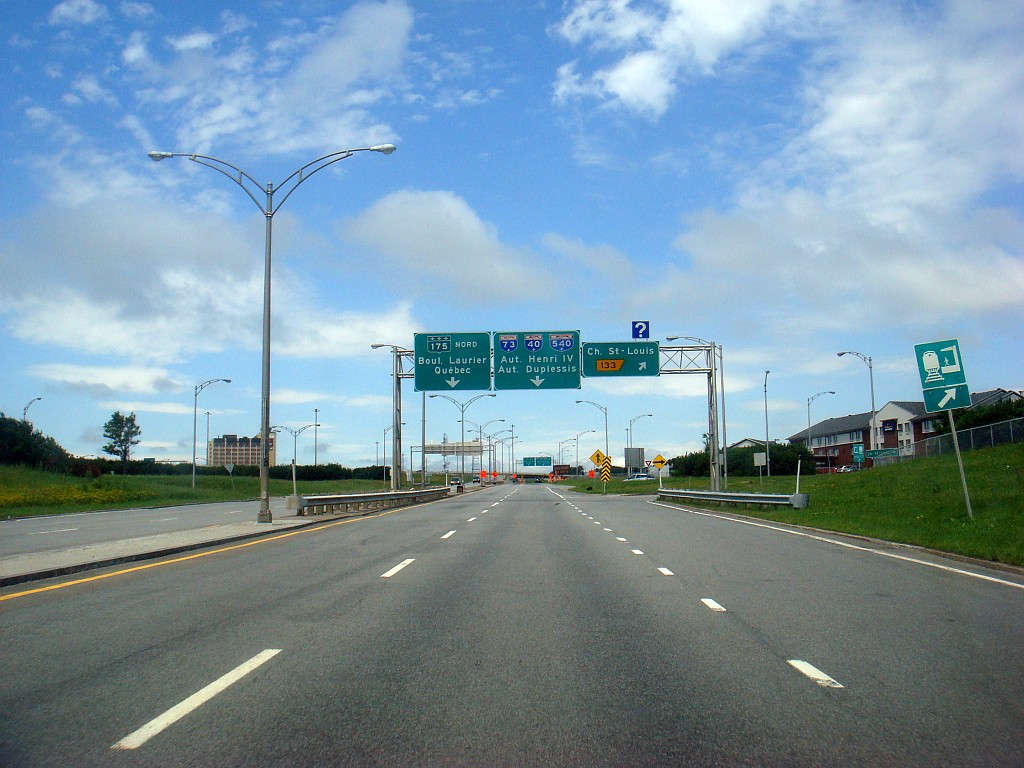
Route 175 en direction nord, à la sortie du Pont de Québec

## Localités traversées (du sud au nord)
Liste des municipalités dont le territoire est traversé par la route 175, regroupées par municipalité régionale de comté (MRC).

### Chaudière-Appalaches
La Nouvelle-Beauce
- Saint-Lambert-de-Lauzon

Hors MRC
- Lévis
  - Arrondissement  Les Chutes-de-la-Chaudière-Est

### Capitale-Nationale
Hors MRC
- Québec
  - Arrondissement Sainte-Foy–Sillery–Cap-Rouge
  - Arrondissement La Cité-Limoilou
  - Arrondissement Les Rivières
  - Arrondissement Charlesbourg

La Jacques-Cartier
- Stoneham-et-Tewkesbury

La Côte-de-Beaupré
- Lac-Jacques-Cartier (TNO)

Charlevoix
- Lac-Pikauba (TNO)

### Saguenay-Lac-Saint-Jean
Le Fjord-du-Saguenay
- Lac-Ministuk (TNO)

Hors MRC
- Saguenay
  - Arrondissement de Chicoutimi

## Intersections majeures
| MRC                                                             | Municipalité                                  | km                           | Sortie                                             | Destinations | Notes |
| --------------------------------------------------------------- | --------------------------------------------- | ---------------------------- | -------------------------------------------------- | --- | --- |
| La Nouvelle-Beauce                                              | Saint-Lambert-de-Lauzon                       | 0,00                         |                                                    | R-218 vers A-73 – Saint-Henri, Saint-Gilles                                                                      | |
| Lévis                                                           | Lévis                                         | 9,00                         |                                                    | A-73 – Saint-Georges, Québec                                                                                     | Sortie 123 de l'A-73 |
| Lévis                                                           | Lévis                                         | 19,00                        |                                                    | A-20 vers A-73 – Montréal, Québec, Rivière-du-Loup, Pont Pierre-Laporte                                          | Sortie 314 de l'A-20; Pont Pierre-Laporte indiqué en direction sud seulement |
| Lévis                                                           | Lévis                                         | 19,60                        |                                                    | R-132 est – Lévis (Centre-ville)                                                                                 | Terminus sud du multiplex avec la R-132 |
| Lévis                                                           | Lévis                                         | 21,30                        |                                                    | R-132 ouest – Saint-Antoine-de-Tilly                                                                             | Terminus nord du multiplex avec la R-132 |
| Fleuve Saint-Laurent                                            | Fleuve Saint-Laurent                          | 21,50–22,50                  | Pont de Québec                                     | Pont de Québec                                                                                                   | Pont de Québec |
| Québec                                                          | Québec (Sainte-Foy–Sillery–Cap-Rouge)         | 22,90                        | 22                                                 | R-136 est (Boulevard Champlain) / Avenue des Hôtels                                                              | Échangeur; sortie direction nord, entrée direction sud; la R-175 devient le Boulevard Laurier |
| Québec                                                          | Québec (Sainte-Foy–Sillery–Cap-Rouge)         | 23,30                        | 23                                                 | Chemin Saint-Louis                                                                                               | Échangeur |
| Québec                                                          | Québec (Sainte-Foy–Sillery–Cap-Rouge)         | 23,70–24,30                  | —                                                  | A-73 (Autoroute Henri-IV) / A-540 (Autoroute Duplessis) – Pont Pierre-Laporte, Aéroport Jean-Lesage              | Pas de sortie depuis l'A-73 nord vers R-175 sud; Pont Pierre-Laporte indiqué en direction sud seulement; terminus sud de l'A-540; sortie 134 de l'A-73; sortie 10 de l'A-540                                                                                                   |
| Québec                                                          | Québec (Sainte-Foy–Sillery–Cap-Rouge)         | 26,10                        |                                                    | A-740 nord (Autoroute Robert-Bourassa)                                                                           | Terminus sud de l'A-740 |
| Québec                                                          | Québec (Sainte-Foy–Sillery–Cap-Rouge)         | 28,90                        |                                                    | Avenue Holland                                                                                                   | R-175 devient Grande Allée |
| Québec                                                          | Québec (La Cité-Limoilou)                     | 32,30                        |                                                    | Avenue Honoré-Mercier / Rue Saint-Louis                                                                          | R-175 suit Avenue Honoré-Mercier |
| Québec                                                          | Québec (La Cité-Limoilou)                     | 32,90                        |                                                    | Vers A-440 est (Autoroute Dufferin-Montmorency) / Côte d'Abraham                                                 | R-175 suit Côte d'Abraham |
| Québec                                                          | Québec (La Cité-Limoilou)                     | 33,40                        |                                                    | Rue Dorchester / Rue de la Couronne / Rue Saint-Vallier                                                          | Transition en rues à sens unique; R-175 nord suit Rue de la Couronne et R-175 sud suit Rue Dorchester |
| Québec                                                          | Québec (La Cité-Limoilou)                     | 33,60                        |                                                    | Boulevard Charest                                                                                                | Relie les deux segments de l'A-440 |
| Québec                                                          | Québec (La Cité-Limoilou)                     | 34,20                        |                                                    | Rue du Chalutier                                                                                                 | Fin des rues à sens unique |
| Québec                                                          | Québec (La Cité-Limoilou)                     | 34,50                        |                                                    | A-973 nord (Autoroute Laurentienne) / Rue de la Croix-Rouge / 4e Rue / Pont Drouin / Rue du Cardinal-Maurice-Roy | Terminus sud de l'A-973; terminus sud du multiplex avec l'A-973 |
| Québec                                                          | Québec (La Cité-Limoilou)                     | 34,50                        | Terminus sud de l'Autoroute Laurentienne           | | |
| Québec                                                          | Québec (La Cité-Limoilou)                     | 35,00                        | 2                                                  | Rue Lee / Rue du Cardinal-Maurice-Roy                                                                            | Rue Lee indiqué en direction nord seulement |
| Québec                                                          | Québec (La Cité-Limoilou)                     | 35,30                        | 3                                                  | Rue Bourdages | Direction sud seulement |
| Québec                                                          | Québec (limite La Cité-Limoilou–Les Rivières) | 35,90                        | 4                                                  | R-138 (Boulevard Wilfrid-Hamel)                                                                                  | Indiqué sortie 4-O (ouest) et 4-E (est) en direction sud |
| Québec                                                          | Québec (limite La Cité-Limoilou–Les Rivières) | 36,50                        | 5                                                  | Rue Soumande | |
| Québec                                                          | Québec (limite La Cité-Limoilou–Les Rivières) | 36,90                        | 6                                                  | Boulevard des Cèdres                                                                                             | Direction nord seulement |
| Québec                                                          | Québec (limite La Cité-Limoilou–Les Rivières) | 37,90                        | 7                                                  | A-40 / A-73 sud / A-973 termine – Montréal, Pont Pierre-Laporte, Aéroport Jean-Lesage, Sainte-Anne-de-Beaupré    | Terminus nord du multiplex avec l'A-973; terminus sud du multiplex avec l'A-73; indiqué sortie 7-E (est) et 7-O (ouest) en direction nord et sortie 148-E (est) et 148-O (ouest) en direction sud; sortie 313 de l'A-40 / A-73 nord; les numéros de sortie sont ceux de l'A-73 |
| Québec                                                          | Québec (limite Les Rivières–Charlesbourg)     | 37,90                        | 148                                                | A-40 / A-73 sud / A-973 termine – Montréal, Pont Pierre-Laporte, Aéroport Jean-Lesage, Sainte-Anne-de-Beaupré    | Terminus nord du multiplex avec l'A-973; terminus sud du multiplex avec l'A-73; indiqué sortie 7-E (est) et 7-O (ouest) en direction nord et sortie 148-E (est) et 148-O (ouest) en direction sud; sortie 313 de l'A-40 / A-73 nord; les numéros de sortie sont ceux de l'A-73 |
| Québec                                                          | Québec (limite Les Rivières–Charlesbourg)     | 39,20                        | 149                                                | Boulevard de l'Atrium / Boulevard Lebourgneuf                                                                    | |
| Québec                                                          | Québec (limite Les Rivières–Charlesbourg)     | 40,20                        | 150                                                | R-369 (Boulevard Louis-XIV)                                                                                      | |
| Québec                                                          | Québec (Charlesbourg)                         | 41,70                        | 151                                                | Boulevard Jean-Talon                                                                                             | |
| Québec                                                          | Québec (Charlesbourg)                         | 44,50                        | 154                                                | Rue de la Faune                                                                                                  | |
| Québec                                                          | Québec (Charlesbourg)                         | 45,50                        | 155                                                | Rue Georges-Muir                                                                                                 | |
| Québec                                                          | Québec (Charlesbourg)                         | 46,40                        | 156                                                | Rue Bernier Ouest                                                                                                | Direction nord seulement |
| Québec                                                          | Québec (Charlesbourg)                         | 47,20                        | 157                                                | Boulevard du Lac – Lac-Beauport                                                                                  | Entrée direction nord via sortie 156 |
| Québec                                                          | Québec (Charlesbourg)                         | 48,60                        | 158                                                | Rue Jacques-Bédard                                                                                               | Sortie direction sud via sortie 159 |
| Québec                                                          | Québec (Charlesbourg)                         | 48,90                        | 159                                                | Boulevard Talbot                                                                                                 | Pas d'entrée en direction nord |
| La Jacques-Cartier                                              | Stoneham-et-Tewkesbury                        | 56,90                        | 167                                                | R-371 sud / A-73 termine – Stoneham-et-Tewkesbury, Lac-Delage                                                    | Terminus nord du multiplex avec l'A-73 |
| La Jacques-Cartier                                              | Stoneham-et-Tewkesbury                        | 56,90                        | Terminus nord de l'Autoroute Laurentienne          | | |
| La Jacques-Cartier                                              | Stoneham-et-Tewkesbury                        | 59,40                        | 169                                                | Chemin des Frères-Wright / Chemin Crawford                                                                       | |
| La Jacques-Cartier                                              | Stoneham-et-Tewkesbury                        | 64,10                        | 174                                                | Chemin Saint-Edmond – Saint-Adolphe                                                                              | |
| La Jacques-Cartier                                              | Stoneham-et-Tewkesbury                        | 72,30                        | 182                                                | Chemin du Parc National – Parc national de la Jacques-Cartier                                                    | |
| La Côte-de-Beaupré                                              | Lac-Jacques-Cartier                           | 84,00                        | Limite sud de la Réserve faunique des Laurentides  | Limite sud de la Réserve faunique des Laurentides                                                                | Limite sud de la Réserve faunique des Laurentides |
| La Côte-de-Beaupré                                              | Lac-Jacques-Cartier                           | 132,00                       | Halte routière de L'Étape                          | Halte routière de L'Étape                                                                                        | Halte routière de L'Étape |
| Charlevoix                                                      | Lac-Pikauba                                   | 163,50                       | —                                                  | R-169 nord – Alma, Roberval                                                                                      | Terminus sud de la R-169 |
| Le Fjord-du-Saguenay                                            | Lac-Ministuk                                  | Pas d'intersections majeures | Pas d'intersections majeures                       | Pas d'intersections majeures                                                                                     | Pas d'intersections majeures |
| Saguenay                                                        | Saguenay                                      | 217,80                       | Limite nord de la Réserve faunique des Laurentides | Limite nord de la Réserve faunique des Laurentides                                                               | Limite nord de la Réserve faunique des Laurentides |
| Saguenay                                                        | Saguenay                                      | 235,00                       |                                                    | R-170 – Jonquière, La Baie                                                                                       | |
| Saguenay                                                        | Saguenay                                      | 235,70                       |                                                    | A-70 – Jonquière, La Baie                                                                                        | Sortie 47 de l'A-70 |
| Saguenay                                                        | Saguenay                                      | 239,30                       |                                                    | R-372 est (Boulevard de l'Université) / Boulevard Talbot                                                         | Terminus sud du multiplex avec la R-372; la R-175 suit le Boulevard de l'Université |
| Saguenay                                                        | Saguenay                                      | 241,50                       |                                                    | Boulevard Saint-Paul / Rue Saint-Paul                                                                            | La R-175 / R-372 suit le Boulevard Saint-Paul |
| Saguenay                                                        | Saguenay                                      | 242,40                       | —                                                  | R-372 ouest (Boulevard du Saguenay) – Chicoutimi (Centre-ville), Jonquière                                       | Terminus nord du multiplex avec la R-372; échangeur |
| Saguenay                                                        | Saguenay                                      | 242,50                       | Pont Dubuc au-dessus de la Rivière Saguenay        | Pont Dubuc au-dessus de la Rivière Saguenay                                                                      | Pont Dubuc au-dessus de la Rivière Saguenay |
| Saguenay                                                        | Saguenay                                      | 243,30                       | —                                                  | R-172 (Boulevard du Sainte-Geneviève / Boulevard de Tadoussac) / Rue Roussel – Alma, Tadoussac                   | Échangeur |
| - Terminus de multiplex - Accès incomplet - Transition de route |                                               |                              |                                                    | | |